# Jean-Claude Morellet
Jean-Claude Morellet, meglio conosciuto col nomignolo Fenouil (1946), è un fotografo, giornalista e pilota motociclistico francese ritiratosi dall'attività agonistica.

## Carriera
Appassionato rally raid, dopo aver partecipato in moto alle prime sette edizioni del Rally Dakar, e successivamente come navigatore, nel 1994 gli fu assegnata la direzione della corsa, che aveva bisogno di riacquistare la credibilità che la sua esperienza di organizzatore poteva dare, avendo ideato ed organizzato il Rally dei Faraoni, già dal 1982
Fotografo e giornalista, motociclista per passione, quando il suo connazionale Thierry Sabine, organizzò, nel 1979, la prima edizione della Parigi-Dakar, Fenouil ne fu affascinato, vi prese parte con la sua BMW privata riuscendo ad ottenere ben tre piazzamenti nella top ten.
Dopo la morte di Thierry Sabine nel 1986, dal 1987 al 1993 fu il padre Gilbert, dentista di professione, ad assumere l'organizzazione della Parigi-Dakar, organizzazione che nel 1994 affidò proprio a Fenouil. Ma già dall'anno successivo fu un altro ex pilota (vincitore della corsa sia in moto che in auto), Hubert Auriol ad assumerne le redini.

## Palmarès

### Rally Dakar
Dopo aver partecipato alle prime sette edizioni della Dakar come motociclista, ha avuto alcune esperienze come navigatore. Dal 1994 è diventato l'organizzatore del rally raid.
| Anno | Categoria | Pilota            | Mezzo                | Pos. | Tappe |
| ---- | --------- | ----------------- | -------------------- | ---- | ----- |
| 1979 | Moto      |                   | BMW 800 GS           | Rit. |       |
| 1980 | Moto      |                   | BMW 800 GS           | 5º   |       |
| 1981 | Moto      |                   | BMW 800 GS           | 4º   |       |
| 1982 | Moto      |                   | BMW 980 GS           | Rit. |       |
| 1983 | Moto      |                   | BMW 980 GS           | 9º   | 1     |
| 1984 | Moto      |                   | Yamaha 600 XT Ténéré | 11º  |       |
| 1985 | Moto      |                   | BMW 1000 GS          | Rit. |       |
| 1987 | Auto      | Kenjirō Shinozuka | Mitsubishi Pajero    | 3º   | 1     |
| 1988 | Auto      | Patrick Zaniroli  | Range Rover          | Rit. |       |
| 1989 | Auto      | Guy Fréquelin     | Peugeot 205          | 4º   | 2     |
| 1990 | Auto      | Björn Waldegård   | Peugeot 205          | 2º   | 3     |

## Libri
- Au Sud du Sphinx, 2003
- Dakar - L'enver du décor, 2004